# Пристайлово
Пристайлово (укр. Пристайлове) — село,
Пристайловский сельский совет,
Лебединский район,
Сумская область,
Украина.
Код КОАТУУ — 5922987801. Население по переписи 2001 года составляло 663 человека.
Является административным центром Пристайловского сельского совета, в который, кроме того, входят сёла
Барабашовка,
Горки и
Шевченково.

## Географическое положение
Село Пристайлово находится на правом берегу реки Псёл,
выше по течению на расстоянии в 1,5 км расположено село Горки,
ниже по течению на расстоянии в 3,5 км расположено село Боброво,
на противоположном берегу — село Барабашовка.
По селу протекает пересыхающий ручей с запрудой.
Рядом проходит автомобильная дорога Т-1913.

## История
- Село Пристайлово основано в 50-х годах XVII века[2].

## Археология
- На территории села обнаружено поселение черняховской культуры.
- Неподалёку от села находится Новотроицкое городище северян (VIII—X века), в котором обнаружены остатки более 50 домов, около 100 хозяйственных и производственных сооружений, земледельческих орудий, оружия, бронзовые и серебряные украшения.

## Экономика
- Молочно-товарная ферма.
- «Свитанок», ООО.
- «Агротехника Инвест», ООО.

## Объекты социальной сферы
- Детский сад.
- Школа.

## Религия
- Храм Успения Пресвятой Богородицы.